# Шкларевич, Дмитрий Владимирович
Дми́трий Влади́мирович Шкларевич (8 сентября 1868 — 1916) — русский генерал, герой Первой мировой войны.

## Биография
Православный. Из потомственных дворян Черниговской губернии. Сын известного ученого-артиллериста генерала от артиллерии Владимира Николаевича Шкларевича.
Окончил Александровский кадетский корпус (1889) и 2-е военное Константиновское училище (1890), выпущен подпоручиком в 1-й стрелковый полк. В следующем году был переведен в гвардию чином подпоручика.
Чины: подпоручик гвардии (1891), поручик (1895), штабс-капитан (1900), капитан (1903), полковник (1910), генерал-майор (1916).
Окончил Офицерскую стрелковую школу "успешно". В течение 8 лет и 7 месяцев командовал ротой.
На 1 марта 1914 года служил в лейб-гвардии Измайловском полку, с которым вступил в Первую мировую войну. Был награждён Георгиевским оружием
За то, что в бытность в лейб-гвардии Измайловском полку, 12 и 13 авг. 1914 г. у сел. Теодоров, занимая своим баталионом крайне ответственный участок боевого расположения под перекрестным ружейным и пулеметным огнём противника, лично руководил действиями рот, находясь все время в передовой линии, энергично повел роты в атаку и обратил противника в бегство.
На 14 июня 1915 был командиром 327-го пехотного Корсунского полка, с 16 июля 1916 командовал 150-м пехотным запасным полком.
7 декабря 1916 исключен из списков умершим.

## Награды
- Орден Святой Анны 3-й ст. (1910);
- Орден Святого Станислава 2-й ст. (1913);
- Орден Святой Анны 2-й ст. с мечами (1914);
- Орден Святого Владимира 4-й ст. с мечами и бантом (1915);
- Георгиевское оружие (ВП 14.06.1915).